# Wasserbehälter (Jugenheim in Rheinhessen)

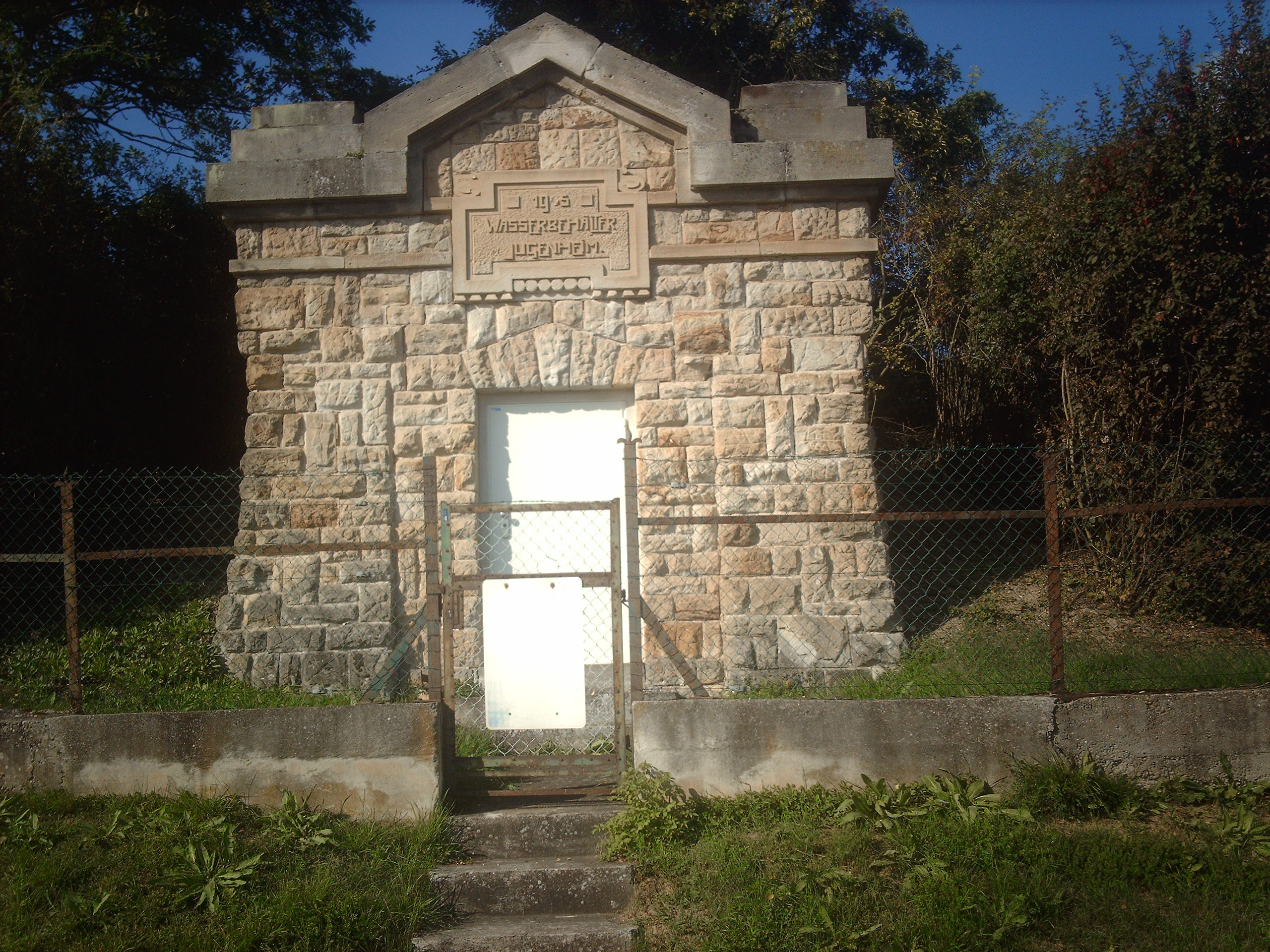
Wasserbehälter in Jugenheim in Rheinhessen

Der Wasserbehälter in Jugenheim in Rheinhessen, einer Ortsgemeinde im Landkreis Mainz-Bingen in Rheinland-Pfalz, wurde 1905 errichtet. Der Wasserbehälter westlich des Ortes an der Straße nach Ober-Hilbersheim ist ein geschütztes Kulturdenkmal.
Der Typenbau in Formen des Jugendstils aus Sandstein-Bossenquadern ist mit der Jahreszahl 1905 bezeichnet. Der Bau des Wasserbehälters ist landschaftsbildprägend.
Das Bauwerk wurde nach Plänen des Architekten Wilhelm Lenz von der Großherzoglichen Kulturinspektion Mainz errichtet. Der Wasserbau-Ingenieur und Baubeamte Bruno von Boehmer entwarf und leitete von 1897 bis 1907 die Modernisierung der Wasserversorgung großer Teile Rheinhessens.